# 952
Évszázadok: 9. század – 10. század – 11. század
Évtizedek: 900-as évek – 910-es évek – 920-as évek – 930-as évek – 940-es évek – 950-es évek – 960-as évek – 970-es évek – 980-as évek – 990-es évek – 1000-es évek
Évek: 947 – 948 – 949 – 950 –  951 – 952 – 953 – 954 – 955 – 956 – 957

## Események

### Európa
- Az év elején Ottó német király Lombardiából visszatér Németországba és vejét, Konrád lotaringiai herceget bízza meg Itália kormányzásával. Konrád kiegyezik az előző évben félreállított itáliai királlyal, II. Berengárral, hogy egy vazallusi eskü fejében visszakapja koronáját. Ottó vonakodik jóváhagyni az egyezséget (felesége, Adelhaid személyes okokból gyűlöli Berengárt; öccse, Henrik bajor herceg pedig terjeszkedni akar Itáliába) és az augsburgi birodalmi gyűlés elé viszi az ügyet. Ott Berengár hűségesküt tesz a királynak, de súlyos éves adót vetnek ki rá és a Veronai Őrgrófságot (Veronától kezdve a teljes Északkelet-Itáliát) át kell engednie Henriknek.
- A birodalmi gyűlésen Guntram breisgaui grófot hűtlenség vádjával elítélik és birtokainak egy részét elkobozzák. A gyűlés ideje alatt egy meteor zuhan le Augsburg közelében.
- A Nyugati Frank Királyságban meghal Hugó burgundiai herceg. Mivel fia nincs, a hercegséget Gilbert chaloni gróf veszi át, de IV. Lajos király nem hajlandó hivatalosan is herceggé kinevezni őt, mert Gilbert ellenségével, Nagy Hugó herceggel szövetkezik.
- Meghal II. Alan, Bretagne hercege. Utódja fia, Drogon.
- Szicília fátimida kormányzója, Al-Haszan ibn Ali al-Kalbi a dél-itáliai bizánci városokat (Geracét és Cassanót) fosztogatja. Bíborbanszületett Konstantin császár kiegyezik vele és a kormányzó hajlandó elvonulni, de a helyi bizánci hatóságoknak el kell tűrniük, hogy Reggióban mecset épüljön.
- Bíborbanszületett Konstantin befejezi A birodalom kormányzásáról c. művét.

## Születések
- Fahr ad-Daula, Gurgan és Tabarisztán emírje
- Szaad al-Daula, aleppói emír

## Halálozások
- szeptember 6. – Szuzaku, japán császár
- december 17. – Hugó, burgundiai herceg
- II. Alan, breton herceg
- II. Konstantin, skót király

## Fordítás
- Ez a szócikk részben vagy egészben  a(z)   952 című angol Wikipédia-szócikk ezen változatának fordításán alapul.  Az eredeti cikk szerkesztőit annak laptörténete sorolja fel. Ez a jelzés csupán a megfogalmazás eredetét és a szerzői jogokat jelzi, nem szolgál a cikkben szereplő információk forrásmegjelöléseként.